# Yo decido
Yo decido è il sesto album in studio della cantante spagnola María Isabel, pubblicato il 27 novembre 2015.
Con questo album l'artista cambia l'etichetta discografica, passando alla Nueva Generación de Artistas.
Il primo singolo estratto dall'album è La vida sólo es una, uscito il 30 ottobre 2015.

## Tracce
1. La vida solo es una – 2:55
2. Yo decido – 2:52
3. El brillo de la luna – 4:02
4. Tu mundo – 3:06
5. Dime si es el alma – 3:13
6. Confío en ti – 3:34
7. Like – 3:12
8. Por la distancia – 4:20
9. Cuarentena – 3:21
10. Sale el sol (bonus track) – 4:07